# Miasteczko Salem (film 2024)
Miasteczko Salem (ang. Salem's Lot) – amerykański horror z 2024 w reżyserii Gary'ego Daubermana, oparty na powieści Miasteczko Salem z 1975 Stephena Kinga.

## Fabuła
Do rodzinnego miasta powraca Ben Mears. Próbuje uporać się ze swoją blokadą pisarską. Nawiązuje romantyczną relacje z marzącą o opuszczeniu Salem Susan i zaprzyjaźnia się z nauczycielem Matthew Burkiem. Odkrywa, że wszyscy, których znał, są teraz wampirami. Ben, Susan i Matt łączą siły z doktor Cody i ojcem Callahanem, starając się ocalić mieszkańców miasteczka.

## Obsada
- Lewis Pullman jako Ben Mears
- Makenzie Leigh jako Susan Norton
- Bill Camp jako Matt Burke
- Jordan Preston Carter jako Mark Petrie
- John Benjamin Hickey jako Ojciec Callahan
- Pilou Asbæk jako R.T. Straker
- Kellan Rhude jako Floyd Tibbits
- Spencer Treat Clark jako Mike Ryerson
- Marilyn Busch jako Eva Miller
- William Sadler jako Parkins Gillespie
- Nicholas Crovetti jako Danny Glick
- Cade Woodward jako Ralphie Glick
- Avery Bederman jako Ruthie Crockett
- Timothy John Smith jako Royal Snow
- Fedna Jacquet jako June Petrie
- Declan Lemerande jako Richie Bodin
- Rebecca Gibel jako Mabel Werts
- Alfre Woodard jako Dr Cody
- Debra Christofferson jako Ann Norton
- Danielle Perry jako Marjorie Glick
- Alexander Ward jako Kurt Barlow
- Oliver Dauberman jako Ollie Griffen
- Mike Kaz jako Hank Peters
- Jim Patton jako Dell Markey
- Joseph Marrella jako Tony Glick
- Michael Steven Costello jako Larry Crockett
- James Milord jako Henry Petrie
- Sage Rudnick jako Becky Werts
- Anna Rizzo jako Pielęgniarka na nocnej zmianie
- Celeste Oliva jako Pielęgniarka Clarkin
- Fred Robbins jako Win Purinton
- Derek Mears jako Hubert Marsten[7]

## Produkcja
Film został ogłoszony w kwietniu 2019 roku, kiedy The Hollywood Reporter ujawnił, że Gary Dauberman miał napisać scenariusz i zostać producentem wykonawczym, a James Wan został przydzielony jako producent. W kwietniu 2020 roku Dauberman podpisał umowę na stanowisko reżysera. W sierpniu 2021 roku Lewis Pullman został wybrany do odegrania głównej roli w filmie. 6 września w Bostonie rozpoczęły się główne zdjęcia z operatorem Michaelem Burgessem.